# Zerba

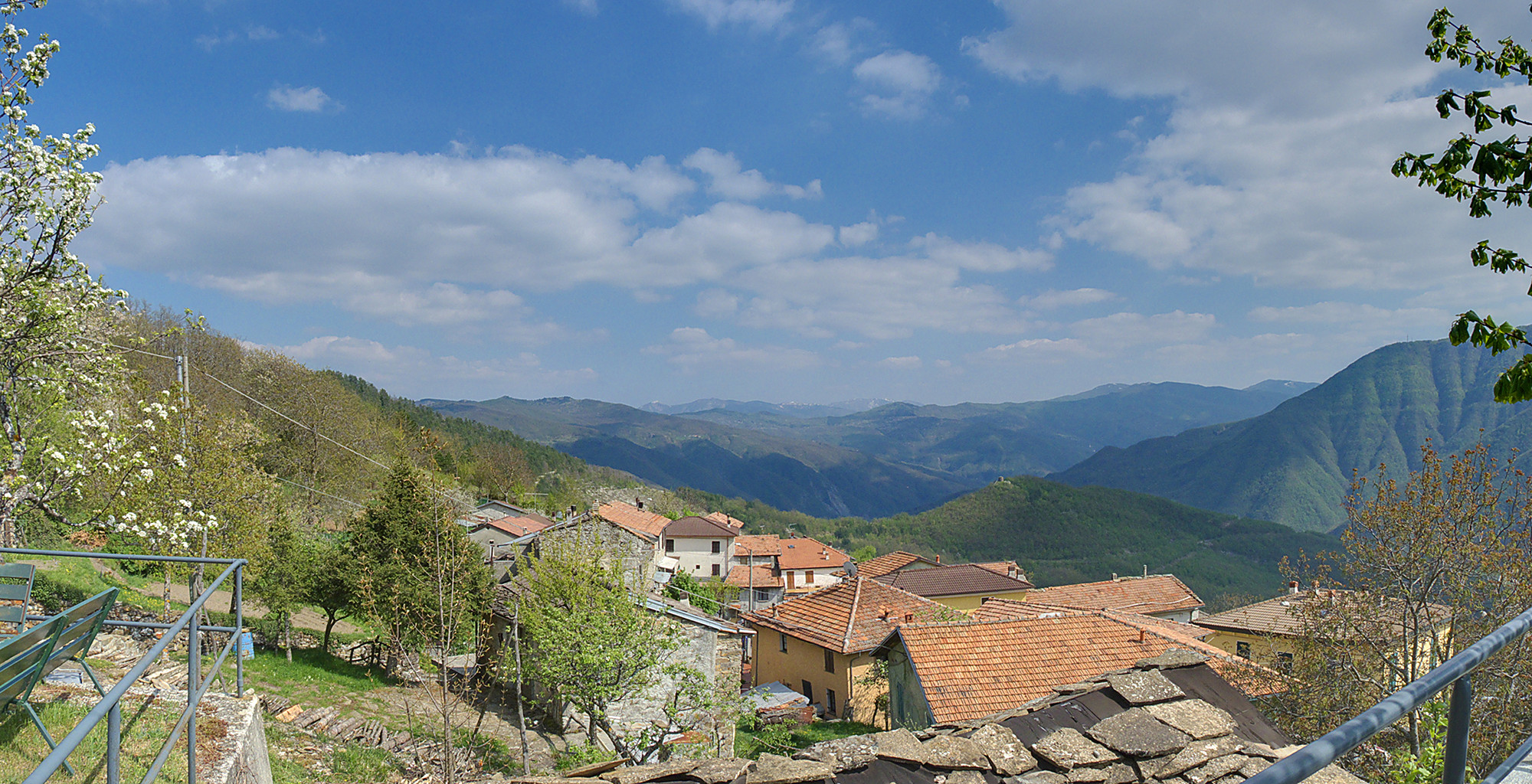
Zerba (2011)

Zerba (emilianisch: Sèrba) ist eine italienische Gemeinde in der Provinz Piacenza. Die Gemeinde hat heute 72 Einwohner (Stand 31. Dezember 2023).

## Geographie
Zerba liegt auf einer Höhe von etwa 906 Metern über dem Meeresspiegel im westlichsten Teil der Emilia-Romagna an der Südseite des Berges Lesima (1724 Meter). Sie ist damit die höchstgelegene Gemeinde in der Provinz Piacenza. Genua als nächstgrößere Stadt und die Küste des Mittelmeers sind etwa 75 Kilometer in südwestlicher Richtung von Zerba entfernt.

## Bevölkerung
Die Bevölkerung ist emilianisch. Das Demonym ist Sèrbesi (ital. Zerbesi) und ihre Gemeinde nennen die Einwohner Sèrba. Zerba ist akut vom Aussterben bedroht, da über 60 % der Einwohner über 60 und nur etwa 20 % unter 20 Jahre alt sind. Die Gemeinde hatte noch vor etwa 150 Jahren die 15-fache Bevölkerung.